# サバデル銀行
サバデル銀行（サバデルぎんこう、カタルーニャ語: Banc Sabadell, S.A.、サバデイ銀行）は、スペイン・アリカンテに本社を置く銀行グループ。直営銀行の運営に加え、国内外にグループ銀行を所有する。マドリード証券取引所上場企業（BMAD: SAB）。

## 沿革
1881年12月31日、スペインにおける産業革命の先駆的地域であったバルセロナ県・サバデイの事業家・財界人が中心となり設立された。初期は金融業以外に羊毛や石炭の生産も行っていたが、1907年に金融業に特化した。長らくサバデイ地域のみで事業を行っていたが、1965年頃から他地域への進出を開始、1975年にマドリードに支店を開設、1978年に初の海外支店をイギリス・ロンドンに開設した。1968年にスペインの金融機関で最初にコンピュータを導入、1988年にプライベートバンキングのサービスを開始した。
2001年にマドリード証券取引所に上場、2007年5月、アメリカ合衆国・マイアミを本拠とするTransAtlantic Bankを、続いて2009年7月、同じくマイアミを本拠とするMellon United National Bankを買収し、Sabadell United Bankとしてリブランド化した。その後、2017年2月、Sabadell United BankのIberiaBank Corporationへの売却が発表された。
2013年9月、ロイズ・バンキング・グループのマイアミ拠点を買収、続いて2015年3月、同グループのスコットランドにおけるグループ会社のTSB銀行を買収した。2017年10月、カタルーニャ地域の政情不安定を理由にサバデイからアリカンテへの本社移転を実施した。
サバデル銀行のグループは、中国・シンガポールやラテンアメリカ地域にも拠点を有している。2016年時点で国内拠点は2100、海外拠点は600前後となっている。